# میدان ساموتلور
میدان ساموتلور (انگلیسی: Samotlor Field) از میدان‌های نفتی روسیه است، که در سال ۱۹۶۵ کشف شد و هم‌اکنون به‌طور متوسط روزانه معادل ۳۳۲ هزار بشکه نفت خام توسط شرکت روس‌نفت، از این میدان تولید می‌شود.